# 歴史
歴史（、ギリシア語: ιστορία: historia、英: history）は、何らかの事物が時間的に変遷したありさま、あるいはそれに関する文書や記録のことをいう。主に国家や文明など人間の社会を対象とする。記述されたことを念頭に置いている。

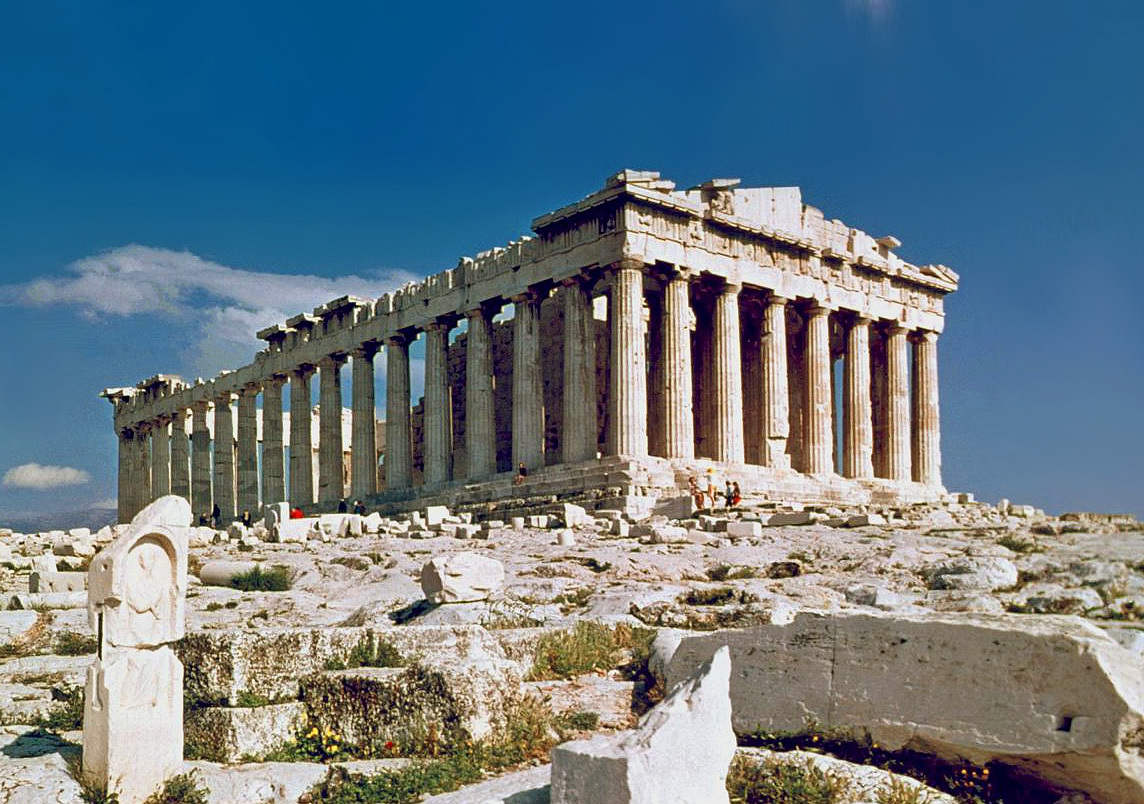
ギリシャ・アテネのパルテノン神殿

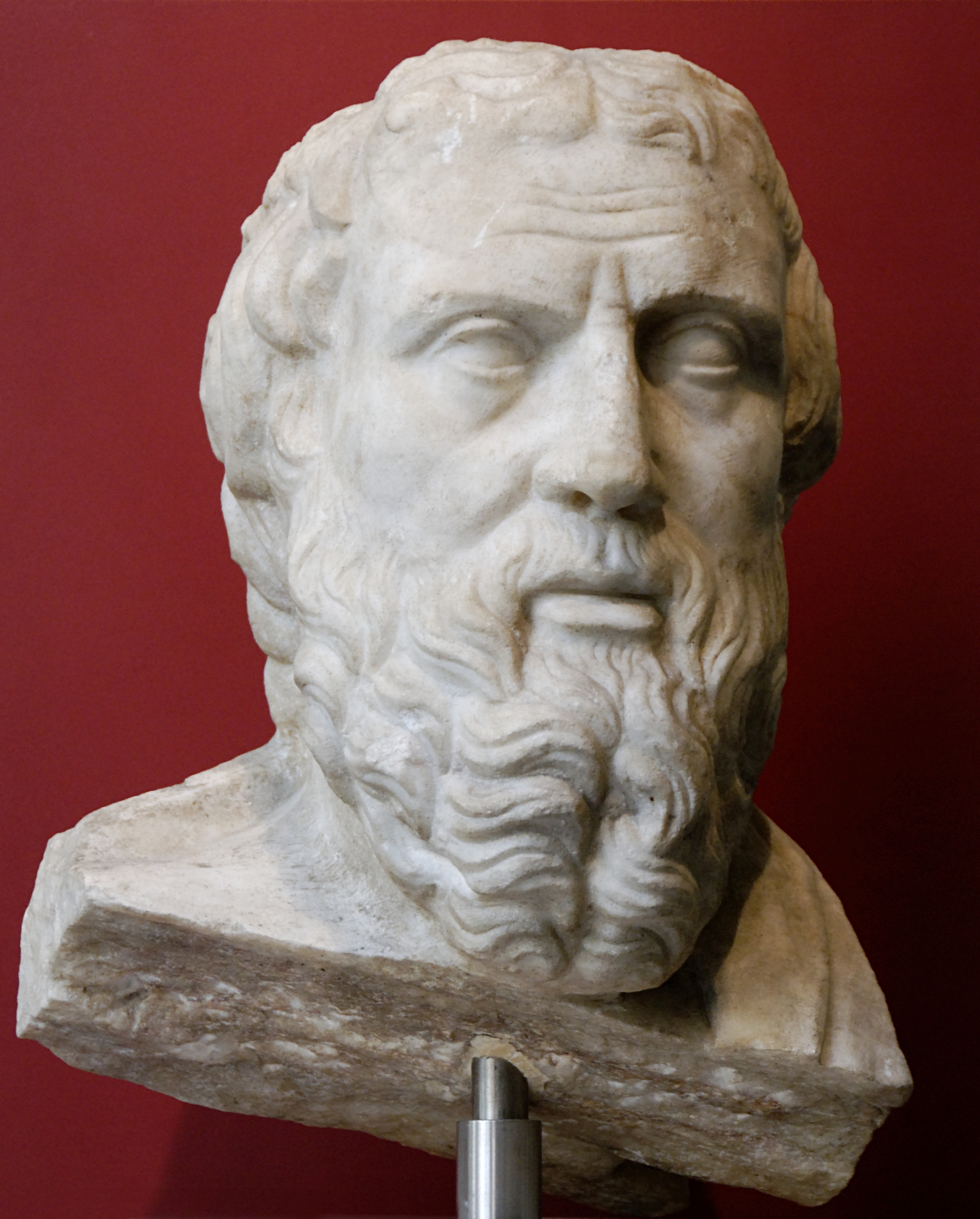
古代ギリシアの歴史家・ヘロドトス。「歴史の父」とも呼ばれる。

ヴィルヘルム・ヴィンデルバントの科学分類に拠れば、「自然科学が反復可能な一般的法則であるのに対し、歴史科学が対象とする歴史は反復が不可能である一回限りかつ個性を持つもの」と定義している。また、現在に至る歴史を「来歴」という。

## 意義
「歴史」とは、少なくとも二つの意味を有している。一つは、現実に存在する「もの」が変遷する様そのものを言い換えて「歴史」と定義するものである。しかしその経緯は保存されることは無く、やがて消える。もう一つの「歴史」の意味は、この消え行く変遷を対象化して記述・記録された結果を指し、「歴史記述」ということができる。

### 歴史と時間
歴史と時間は概念として密接不可分な関係にあるが、全く同意義であれば別異の概念として存立する必要がないはずである。この歴史における時間の問題について、例えば三木清は歴史的時間を自然的時間や自然科学的時間と区別している。歴史的時間においては歴史的出来事の現在性、一回性、不可逆性があり、特に歴史における「現在」は物理学の理論のように単に四次元時空の時間軸の任意の一点ではなく特権性を持つとしている。三木は歴史的時間には方向性があるとし、「過去」から「未来」への因果論的見方という方向性と、「未来」から「過去」への目的論的見方という二つの方向性を示している。

### 歴史と記憶
フランスの社会学者モーリス・アルヴァックス（1877‒1945年）は記憶は個人にだけでなく、それぞれの集団（家族、友人、学校、宗教的集団、国民など）にも存在すると考えた。アルヴァックスはこのような集合的記憶を歴史記述と対立するものと捉え、歴史が関心を持つのが過去であるのに対して、集合的記憶は「現在の集団の需要や利益」に応じて選択的かつ再構成的であるとした。
アルヴァックスは集合的記憶は集団の同一性と密接にかかわっており、宗教上の伝説のようにフィクションが混入することもあるのに対し、歴史は歴史家が営々と積みあげた過去の情報の総体で中立的であるとした。しかし、アルヴァックスのように歴史を中立とする見解は、アライダ・アスマンなどから疑問視され「すべての歴史記述は同時に記憶の作業でもあり、意味付与、党派性、アイデンティティの確立という諸条件と避け難く絡まり合っている」と指摘を受けた。アルヴァックスの集合的記憶論は集合的記憶と歴史の関係を排除する立場で提唱されたものだったが、アライダ・アスマンはその集合的記憶論を応用しそれぞれ「機能的記憶」と「蓄積的記憶」に分けて互いに補完するものと再構成している。

## 語源

### 歴史
「歴史」という単語は、『三国志』の47巻呉主伝の裴松之の注釈に「雖有餘閒，博覽書傳歷史」とあるのが現在確認できる最古の例であり、『南斉書』四十巻武十七王伝に「積代用之爲美，歷史不以云非」と登場している。しかしながら、中国では「歴史」という単語は、ほとんど普及せず、書籍の題名に用いられたのは、明の袁黄が著した『歴史網鑑補』である。『歴史網鑑補』は、司馬光以下の通鑑に類する諸書をあわせた書籍であり、これが日本に移入され、江戸時代の日本で「歴史」という用語が普及し始めた。林鵞峰は弟読耕斎への書簡で「古今を商量し、歴史を可否す」と記し（1660年）、その後、日本では、「歴史」という用語を用いた書籍が登場しはじめる（巨勢彦仙『本朝歴史評註』（1690年）、岡本東陽『歴史小鑒』（1781年）、松崎祐之『歴史徴』（1799年）、川関惟光『本朝歴史要略』（1813年）等、「歴史」を書名に含む書籍は江戸時代に20点出版されている。
このような背景のもと、江戸時代末期に西洋語の辞書や翻訳書を作成する時に、historyの訳語として、縁起・記録・史書など様々な訳語とともに、「歴史」も用いられるようになる。早くは堀達之助『英和對譯辞書』（1862年）でhistoryに「歴史、記録」を当て、J.C.Henpburnの『和英語林集成』（1867年）でもrekishiの見出しが登場、フランス語の辞書でも1871年『官許佛語辞典』でhistorieは「歴史、記録」、ドイツ語辞書でも1872年『孛和袖珍字書』でGeschichtsbuchが「歴史本」、Geschichtskundeが「歴史学」となり、西洋語のhistoryの訳語としての「歴史」が定着し、その後、日本でのhistoryの訳語としての「歴史」は清朝・現代中国にも取り入れられていった。

### historia, history
英語の "history" やフランス語の "histoire" はラテン語の historia を中立ちとして、古典ギリシア語で「探求して学んだこと、知り得たこと」を意味する "ἱστορία (historia)" に由来する（現代ギリシア語では ιστορία (istoria)）。ヘロドトスの著書名にも見える Ἱστορίαι (Historiai) は、その複数形。
ヘロドトスはリディア王国以降のペルシア地方の発展を中心に、プラタイアの戦いにおいてギリシアがペルシア帝国の軍隊を撃破するまでを記述した。それゆえ、「歴史」は主として戦争を記述する資料を指したが、時とともにより幅広い事象を対象とする用語に一般化されていった。

## 歴史認識
「歴史記述」についても、全貌を漏れなく記述することは不可能で、執筆者の知見や価値観、または時代的背景、執筆者の力量などの制約が加わり、それらフィルターを通じた事象に偏ってしまい、真実がゆがんでしまう。これをE・H・カーは著書『歴史とは何か』で指摘している。陳舜臣は「歴史は勝者によって書かれる」と述べている。
歴史認識は形成に時間がかかるため、外交文書などを積極的に情報公開する国は自国に有利な情報を後世に伝えることが可能となり、長い時間で見れば「歴史記録による覇権（アーカイバル・ヘゲモニー）」を得られるという意見もある。

## 歴史記述
人類の歴史記録は、時代と地域によって文明、支配者、宗教、政治経済などの切り口が複合的に組み合わさり、今日の歴史記述が成り立っているといえる。
ただその中には、当時の支配者が自らの政権や文化を正当化するために、事実と異なるあるいは脚色された記述もある。また歴史認識に重要な影響を与える史料が現代まで残されていない場合がある。
このため、様々な史料を歴史学、科学的に多面的に分析しながら仮説・検証を重ねていく作業が継続的に行われている。

### リストとしての歴史記述
歴史の記述は、その当初から包括的に始められたわけではない。記述には必ず文字が用いられるが、最も古くかつ資料も豊富な古代メソポタミア文明の楔形文字が刻まれた粘土板は、税や戦利品など収入や配給または役人の給与など、行政上の財務収支を記載した単なるリストであった。これらにはやがて人口調査や地名・人名なども加わるようになった。また古代エジプトの呪詛文書は、敵対する部族などの名称や首長の名前、また居住する地名などを記している。
このように、初期の歴史記述は何らかの目的に特化したリストとして始まった。やがて治世者の業績なども加わりつつ積み重ねられたこれらのリストは、「歴史」を想定していなかったとしても、積み重ねられた結果として重要な「歴史記述」となった。

### 時間感覚
しかし、何をどこまでリストに記述するかという点に関しては、文明毎に異なる時間に対する認識が影響した。インドを中心としたヒンドゥー文明やサーサーン朝などアーリア人の古文明は体系化した歴史記述を残していない。それに対し、中国は膨大な歴史記述を残しており、梁啓超は、中国は歴史学が突出して発達し他の国に例が見られないと語っている。
このような差異が生じた原因は様々だが、時間すなわち歴史を「循環的（円環的）」と見るか「直線的」と見るかがひとつの要因に挙げられる。古代の「歴史記述」に頓着しなかったインドの時間感覚は「循環的」に分類され、『マヌ法典』によると人間の1年は神々の1日とし、神々の12,000年がマハーユガとされ、1000マハーユガが劫（カルパ）と定義され、この時間サイクルで世界は創造と破壊を繰り返す。これは人間の時間感覚では43億2000万年に相当する。これに輪廻や業（カルマ）の概念が加われば、人間界のできごとなど一瞬でしかなく、これらを体系的に記述することに意味を見出さなかったものと推測されている。

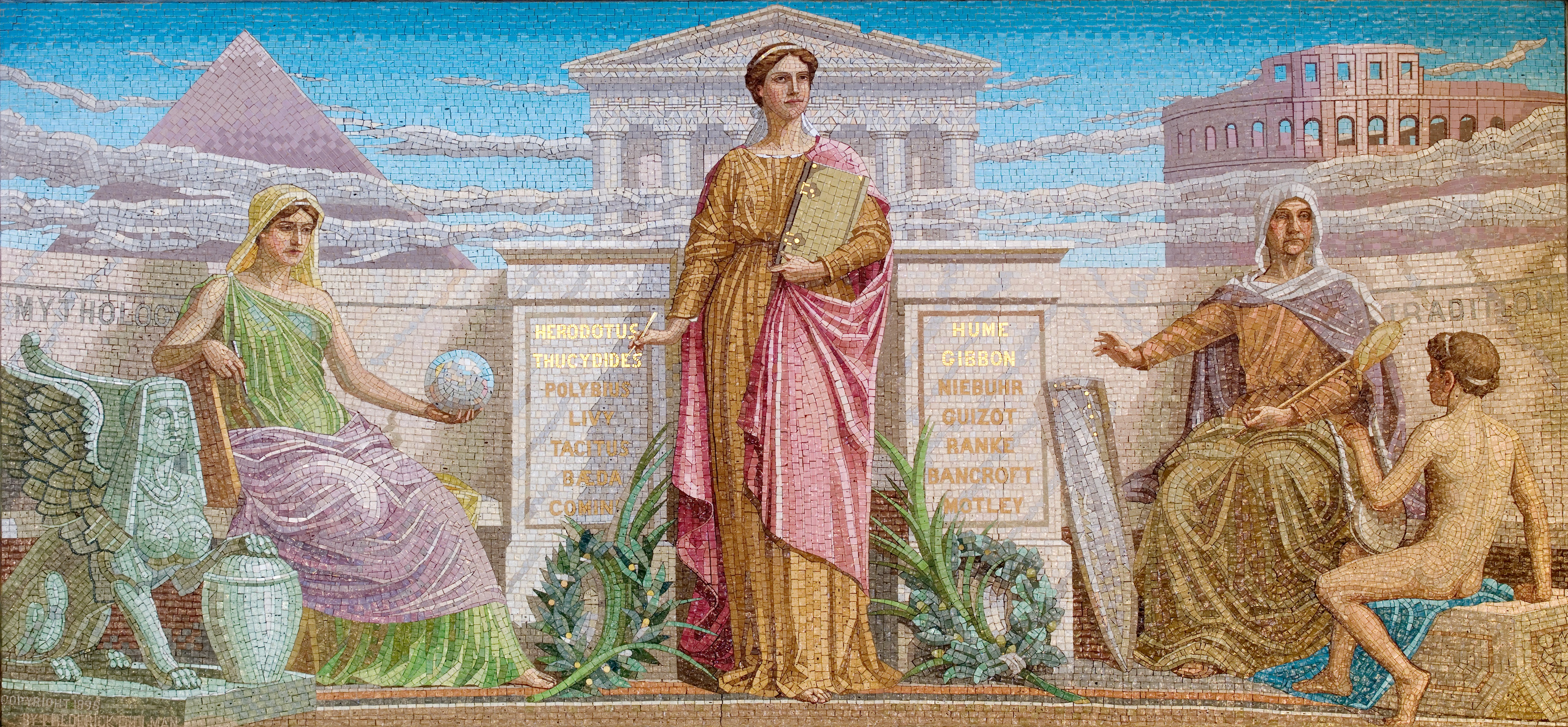
History
フレドリック・ディールマン(en) （1896年）

ただし、「循環的時間感覚」を持つ文明がすべて「歴史記述」を残さなかった訳ではない。古代ギリシアにも循環的時間論は存在し、ピタゴラスの言葉「また将来、この杖を持って私はお前たちを教えているだろう」は、循環する時間の中でピタゴラスや弟子ら人間がまた生まれ、同じ生涯を歩む事を示唆している。エンペドクレスは四元素のせめぎ合いが巡りながら歴史が循環するという説（歴史循環論 - 神山四郎『歴史入門』講談社現代新書、1965年）を唱えた。このような時間感覚の中、トゥキディデスは『戦史』にてペロポネソス戦争の詳細を書き残しているが、これは循環的時間論の概念に基づき将来同じ事象が起こった時のために記述したのだとしている（第1巻、第22節）。

### 王名表
文明の発展に伴い、社会にもさまざまな事件やできごとを記録するようになった。その初期は、できごと名で年を表す方法が採られ、古代エジプトやウル第三王朝のメソポタミア以降では一般的な歴史記述方法となっていた。例えばハンムラビ43年の治世には全ての年に名称が付けられており、第37年目は、「（ハンムラビが）マルドゥクの威光を得てトゥルック、カクム、スパルトゥの国々を打倒した（年）」と記録されている。古代エジプトも同様に年ごとのできごとを記した象牙や木製の牌を作り、ファラオが替わるとパピルスに転記して記録に残していた。このような歴史記述はアメリカ州の先住民族にも見られ、ラコタ族が一年毎にできごとを絵文字で水牛の皮などに残した「ウインター・カウント」(en)もこの例に当たる。
この一年が独立した歴史記述は、特記すべき事件が起こらなかった年は空白となる。しかし、歴史記述はやがて王名とその在位年度を記録し前王との系譜が添付されることで作られる「王名表」に沿って記録されることで、連続的なものへと変化した。バビロニアではカッシート時代から、エジプトでも王名表石碑「パレルモ・ストーン」(en)が作られた古王国の第五王朝時代（紀元前2350年頃）にはこの王名表を基準とした歴史記述が始まっている。

## 関連文献
- History & Mathematics: Historical Dynamics and Development of Complex Societies. Moscow: KomKniga, 2006. ISBN 5-484-01002-0
- Arnold J. Toynbeeの作品 （インターフェイスは英語）- プロジェクト・グーテンベルク